# Siećkowo 2
Siećkowo 2 (biał. Сіцькова 2; ros. Ситьково 2) – wieś na Białorusi, w obwodzie witebskim, w rejonie miorskim, w sielsowiecie Mikołajewo.

## Historia
W czasach zaborów w gminie Mikołajewo, w powiecie dzisieńskim, w guberni wileńskiej Imperium Rosyjskiego.
W latach 1921–1945 folwark i majątek leżały w Polsce, w województwie wileńskim, w powiecie dziśnieńskim w gminie Mikołajów.
Według Powszechnego Spisu Ludności z 1921 roku zamieszkiwało:
- folwark – 13 osób, 6 było wyznania rzymskokatolickiego a 7 prawosławnego. Jednocześnie 6 mieszkańców zadeklarowało polską a 7 białoruską przynależność narodową. Były tu 2 budynki mieszkalne[2]. W 1931 w 3 domach zamieszkiwały 24 osoby[3].
- majątek – 44 osoby, 21 było wyznania rzymskokatolickiego a 23 prawosławnego. Jednocześnie 15 mieszkańców zadeklarowało polską, 23 białoruską a 6 litewską przynależność narodową. Było tu 8 budynków mieszkalnych[2]. W 1931 w 4 domach zamieszkiwały 53 osoby[3].

Wierni należeli do parafii prawosławnej w Hołomyślu i rzymskokatolickiej w Dziśnie. Miejscowość podlegała pod Sąd Grodzki w Dziśnie i Okręgowy w Wilnie; właściwy urząd pocztowy mieścił się w Mikołajowie.
W wyniku napaści ZSRR na Polskę we wrześniu 1939 miejscowość znalazła się pod okupacją sowiecką. 2 listopada została włączona do Białoruskiej SRR. Od czerwca 1941 roku pod okupacją niemiecką. W 1944 miejscowość została ponownie zajęta przez wojska sowieckie i włączona do Białoruskiej SRR.
Od 1991 w składzie niepodległej Białorusi.